# Habitatge al carrer Mossèn Josep Gudiol, 5 (Vic)
L'Habitatge al carrer Mossèn Josep Gudiol, 5 és una obra noucentista de Vic (Osona) inclosa a l'Inventari del Patrimoni Arquitectònic de Catalunya.

## Descripció
Edifici civil. Casa de pisos que consta de PB, 4 pisos i golfes. Està construïda aprofitant el desnivell de manera que a la part de llevant presenta un pis més. Hi ha una escala que comunica el carrer de mossèn Gudiol amb la part posterior de la casa. Les parts baixes estan recobertes per un encoixinat de pedra i les parts superiors són decorades amb el mateix material totes les obertures i les escaires. A nivell del segon i quart pis s'hi marquen també cornises de pedra. Al sector nord sobresurt un cos del cos rectangular de l'edificació que ubica l'escala de la casa. L'estat de conservació és bo.

## Història
Aquesta casa de pisos està situada prop de l'estació de ferrocarrils, situada al sector de ponent de la ciutat, indret que s'urbanitzà a principis del S.XX amb motiu de la instal·lació de l'edifici de l'estació de tren.
No sabem, la data concreta en què es va construir l'edifici ni tenim notícia tampoc de l'arquitecte que la dissenyà.